# OHL (groupe)
Pour les articles homonymes, voir OHL.
OHL (acronyme de Oberste Heeresleitung) est un groupe de punk rock allemand, originaire de Leverkusen, en Rhénanie-du-Nord-Westphalie.

## Histoire
OHL est fondé en janvier 1980 par le chanteur par intérim Dirk Windgassen sous le nom de scène de Deutscher W (W pour Widerstand, Résistance), à Leverkusen. Quatre ans après le début de la vague punk au Royaume-Uni, OHL est l'un des premiers groupes punk allemands. Les membres fondateurs s'inspirent des modèles anglais et adaptent des titres punk anglais. Die Unreparierten est une adaptation de Troops of Tomorrow de The Vibrators.
Après une cassette autoproduite, Herbert Egoldt découvre le groupe au cours de sa fondation et produit en 1981 deux EP et le premier album Heimatfront sur son label Rock-O-Rama. En cinq ans, le groupe sortira cinq albums chez Rock-O-Rama. En 1987, Deutscher W se sépare d'Egoldt et dissout le groupe pour se consacrer à ses études à Trèves.
Heimatfront fait l'objet d'une controverse. La ville de Dortmund le retire en raison de la mise en danger par les jeunes des chansons Kraft durch Freude, Deutschland, Kernkraftritter et Wir sind die Unreparierten ; la BpjS reconnaît que des chansons peuvent choquer mais pas toutes et désapprouve le retrait.
En 1993, Deutscher W de Cologne reforme OHL avec de nouveaux musiciens, notamment d'anciens membres des Emils de Hambourg et de Berlin et donne de nouveau des concerts. Son projet de studio Der Fluch (Band), qui existe depuis 1981, est également relancé au milieu des années 1990. Le style de OHL est un retour au punk.
OHL agit de manière très indépendante, les contacts avec d'autres bandes n'existent que dans une mesure limitée ; depuis le milieu des années 1990, tous les albums sont produits dans le studio de l'ancien guitariste de Daily Terror, Uwe Golz, à Brunswick. Même si, ou peut-être parce que les publications sont auto-éditées depuis 1993, l’iconographie militaire et les textes à motivation politique changent peu.
En 2008, Sunny Bastards et le label de fans Kernkraftritter Records publient un album tribute appelé Waffenbrüder avec des groupes comme Cotzraiz, Pöbel & Gesocks, Verlorene Jungs et Totenmond.
Le 31 juillet 2012, le LP Heimatfront est retiré de la liste des médias mettant en danger les jeunes.

## Discographie
- 1980 : Klänge des Widerstands (cassette démo, en 2004 éditée en LP)
- 1981 : Oberste Heeresleitung (EP)
- 1981 : Live (EP)
- 1981 : Heimatfront
- 1982 : Der Osten, Die Macht des Feuers, Soldaten leben länger et Freiheit sur Die Deutschen kommen
- 1982 : 1000 Kreuze
- 1983 : Oktoberrevolution
- 1983 : Verbrannte Erde
- 1983 : The Kids Are United (Split-EP avec The Skeptix)
- 1986 : Jenseits von gut und böse
- 1993 : Die Auferstehung (nouvelles compositions et reprise d'anciens titres)
- 1994 : Das ist nicht mein Gott et Alles Lug und Trug dans Willkommen zur Alptraummelodie II
- 1994 : Das 7. Zeichen
- 1996 : Die Stunde der Wahrheit
- 1996 : Spionage / Die kleine Stadt (single)
- 1997 : Im Westen nichts neues (2 CD, contient presque tous les enregistrements en studio des années 1980)
- 1998 : Blitzkrieg
- 2002 : Wir sind die Türken von Morgen (en grande partie l'album Heimatfront, les deux premiers singles et un bonus inédit)
- 2003 : Zurück zur Front
- 2005 : Live in Wien 2004 (Picture-LP, live à Berlin le 28 juin 2002)
- 2005 : Heimkehr (Live aus dem Bunker) (25 Jahre OHL, live im JZ Bunker Leverkusen)
- 2006 : Feindkontakt
- 2009 : Krieg der Kulturen
- 2013 : Freier Wille
- 2015 : Propaganda
- 2017 : Der Feind meines Feindes

## Source de la traduction
- (de) Cet article est partiellement ou en totalité issu de l’article de Wikipédia en allemand intitulé « OHL (Band) » (voir la liste des auteurs).